# The Ring (film 2002)
The Ring – remake japońskiego horroru Hideo Nakaty The Ring: Krąg z 2002 roku,  wyreżyserowany przez Gore’a Verbinskiego. Podstawą scenariusza była powieść Ring, której autorem jest japoński pisarz Kōji Suzuki; istnieją jednak istotne rozbieżności pomiędzy książką a filmami. W roku 2005 na ekrany kin wszedł sequel – The Ring 2.

## Fabuła
Wśród nastolatków panuje legenda o zabójczej kasecie video. Katie (Amber Tamblyn) postanawia obejrzeć ją ze swoim chłopakiem. Tydzień później gdy jest u niej koleżanka w domu, ta z niewyjaśnionych przyczyn umiera. Becca (Rachael Bella) po jej śmierci trafia do szpitalu psychiatrycznego. U chłopaka Katie stwierdzono samobójstwo. Zrozpaczona matka dziewczyny - Ruth Embry (Lindsay Frost) prosi swoją siostrę, która jest dziennikarką o pomoc. Rachel Keller (Naomi Watts) znajduje kasetę. Po obejrzeniu filmu dzwoni telefon. Tajemniczy głos jej oznajmia, że zostało jej siedem dni. Postanawia wziąć kasetę do domu. Namawia ojca swojego dziecka - Noaha Clay (Martin Henderson) na obejrzenie jej. Rachel prześladują różne znaki, jednakże Noah jej nie wierzy. Wkrótce mężczyzna odkrywa, że coś jest nie tak i pomaga kobiecie odkryć zagadkę. Ich syn - Aiden Keller (David Dorfman) postanawia obejrzeć tajemniczy film. Zaczyna rysować dziwne rysunki. Przedstawiały one miejsce gdzie mieszkała tajemnicza dziewczynka, która kazała mu je rysować lub studnię, z którą wiąże się dziwna zagadka. Odkrywają kto jest tajemniczą kobietą z nagrania. Rachel postanawia odwiedzić jej męża - Richarda Morgan (Brian Cox), jednakże ten ukrywa prawdę i popełnia samobójstwo na oczach dziewczyny. Rachel zostało mało czasu, ale udaje jej się pomóc Samarze Morgan (Daveigh Chase). Syn ją ostrzega, że jej nie wolno pomagać. Okazuje się, że to był ich błąd.

## Ekipa
- reżyseria – Gore Verbinski
- scenariusz – Ehren Kruger (na podstawie scenariusza oryginalnego filmu oraz książki Kōjiego Suzukiego)
- scenografia – Tom Duffield
- zdjęcia – Bojan Bazelli

## Obsada
| Postać | Aktor            | Polska wersja językowa  |
| --- | ---------------- | ----------------------- |
| Rachel Keller | Naomi Watts      | Sylwia Nowiczewska-Elis |
| Aiden Keller | David Dorfman    | Sebastian Machalski     |
| Noah Clay | Martin Henderson | Marcin Perchuć          |
| Samara Morgan | Daveigh Chase    | Anna Klamczyńska        |
| Anna Morgan | Shannon Cochran  | Ewa Kania               |
| Richard Morgan | Brian Cox        | Leszek Teleszyński      |
| Katie Embry | Amber Tamblyn    | Anna Powierza           |
| Becca Kotler | Rachael Bella    | Katarzyna Taracińska    |
| Ruth Embry | Lindsay Frost    | Joanna Jeżewska         |
| Doktor Grasnik | Jane Alexander   | Małgorzata Niemirska    |
| Wersja polska: Master Film Reżyseria: Elżbieta Jeżewska Dialogi polskie: Elżbieta Kowalska Tekst piosenki: Andrzej Brzeski Tłumaczenie: Ksymena Kwietniewska |                  |                         |

## Różnice pomiędzyThe RingaThe Ring: Krąg
- W związku z przeniesieniem akcji z Japonii do USA, zmieniono imiona bohaterów
- Nagrania na przeklętych kasetach są całkowicie różne
- W wersji japońskiej ofiary Sadako mają tylko otwarte z przerażenia usta, a powodem ich śmierci było zatrzymanie akcji serca. W wersji amerykańskiej twarze ofiar Samary wyglądają jak twarze topielców
- W The Ring: Krąg matka skacze do wulkanu, zaś w The Ring matka rzuca się do morza ze skały
- W The Ring: Krąg Sadako Yamamura ma 19 lat i ginie z rąk lekarza w sanatorium dla gruźlików (gdzie przebywał jej ojciec). W  The Ring dziewczynka ma zaledwie 8 lat i zostaje zamordowana przez matkę
- W The Ring: Krąg Sadako przeżyła w studni prawdopodobnie 30 lat zanim umarła, natomiast w The Ring tylko siedem dni (co wyjaśnia, dlaczego po obejrzeniu kasety widz przeżywa tylko tydzień)

## Box office
| Świat | 249.348.933 |